# Ejsymonty Wielkie
Ejsymonty Wielkie (biał. Вялікія Эйсманты, Wialikija Ejsmanty, ros. Большие Эйсмонты, Bolszyje Ejsmonty) – agromiasteczko na Białorusi, w obwodzie grodzieńskim, w rejonie brzostowickim, w sielsowiecie ejsymontowskim. Położona jest 37 km na południowy wschód od Grodna, 20,6 km od granicy polsko-białoruskiej.

## Historia

### XVI – XVIII wiek
Nazwa Eysymontty pojawia się już w XVI w. Początkowo obejmowała całość ziemi posiadanej przez bojarów Eisimontów w wołosti wołpieńskiej. W liście królewskim Zygmunta Augusta potwierdzającym sprzedaż dóbr przez Ambrożego Piotrowicza Eisimonta z 1570 r., możemy przeczytać „w powietie Horodienskom w Eisimontach leżaczoje na Burniewie”. Początkowo obejmowała całość ziemi posiadanej przez bojarów Eisimontów. W XVII w. okolica szlachecka położona pomiędzy majątkami Iwanowce i Kuliki. W 1660 r. Anna Eysymontowa, żona Pawła wraz z synem Jakubem (dziedzicem Iwanowców) funduje kościół pod wezwaniem Najświętszej Marii Panny. Dzięki staraniom Eysymontów przy wsparciu miejscowej szlachty król Jan Kazimierz podnosi Eysymonty do rangi parafii (1665), co było uznaniem dla wagi i zasług wojennych miejscowej społeczności.
W końcu XVII w. dziedzicem Iwanowców zostaje Aleksander Eysymontt, komornik brzeski. Po śmierci Jerzego Eysymontta (2 grudnia 1789), proboszcza wielkoejsmontowskiego i kanonika inflanckiego, który sprawował kuratelę nad dobrami po śmierci brata Krzysztofa (zm. 1784), namiestnika petyhorskiego, majątek przeszedł na Atanazego Eysymontta (1762–1832), pułkownika jazdy polskiej (brata Anzelma). Po jego śmierci dziedziczką była córka Ewa Jaskołdowa, sędzina grodzieńska – żona Józefa.

### XIX – XX wiek
W XIX w. Okolicę zamieszkują zarówno Eysymontowie, jak i przedstawiciele blisko spokrewnionych rodzin: Jodkowscy, Kulikowscy, Steckiewiczowie, Rogowscy, Siezieniewszy, Siemaszkowie, Tołłoczkowie, Nawrotyńscy, Petelczycowie, Dziemiańczuki, a także Narbuttowie.
W czasach zaborów nazwę Ejsymonty Wielkie nosiły: wieś i dwie okolice. Wszystkie położone były w granicach Imperium Rosyjskiego, w guberni grodzieńskiej, w powiecie grodzieńskim. Wieś w gminie Bohorodzicka w 1900 roku miała 4 domy i ziemie o powierzchni 90 dziesięcin włościańskich (ok. 98,3 ha) oraz 33 dziesięcin kościelnych (ok. 36,1 ha). Okolica w gminie Bohorodzicka miała powierzchnię 259 dziesięcin (ok. 283,0 ha). Okolica w gminie Indura miała powierzchnię 21 dziesięcin (ok. 22,9 ha).
Od 1919 r. w granicach II Rzeczypospolitej. 7 czerwca 1919 roku, wraz z całym powiatem grodzieńskim, weszła w skład okręgu wileńskiego Zarządu Cywilnego Ziem Wschodnich – tymczasowej polskiej struktury administracyjnej. Latem 1920 roku zajęta przez bolszewików, następnie odzyskana przez Polskę. 20 grudnia 1920 roku włączona wraz z powiatem do okręgu nowogródzkiego. Od 19 lutego 1921 roku w województwie białostockim, w powiecie grodzieńskim, centrum administracyjne gminy Wielkie Ejsymonty. W 1921 r. nazwę Wielkie Ejsymonty nosiła już tylko jedna miejscowość – okolica. Było w niej 71 domów mieszkalnych.
W wyniku napaści ZSRR na Polskę we wrześniu 1939 r. miejscowość znalazła się pod okupacją sowiecką. W pierwszych dniach po wkroczeniu wojsk sowieckich na terytorium Polski, na terenie gminy Wielkie Ejsymonty miało miejsce szczególne nasilenie mordów i grabieży. Ich ofiarami padali głównie napływowi przedstawiciele polskiej administracji państwowej (zamożni urzędnicy i żołnierze Wojska Polskiego), sprawcami natomiast były zbrojne grupy kryminalistów i skomunizowanych niezamożnych chłopów, działające z inspiracji ZSRR (wywodzący się zazwyczaj z ludności białoruskiej i żydowskiej).
2 listopada została włączona do Białoruskiej SRR. 4 grudnia 1939 r. włączona do nowo utworzonego obwodu białostockiego. Od czerwca 1941 roku pod okupacją niemiecką. 22 lipca 1941 r. włączona w skład okręgu białostockiego III Rzeszy. W 1944 roku ponownie zajęta przez wojska sowieckie i włączona do obwodu grodzieńskiego Białoruskiej SRR. Od 1991 r. w składzie niepodległej Białorusi.
Między 2005 i 2009 Ejsymonty Wielkie otrzymały status agromiasteczka.

## Demografia
W 1900 roku wieś Ejsymonty Wielkie miała 29 mieszkańców. Według spisu powszechnego z 1921 roku, okolica zamieszkana była przez 390 osób, w tym 389 Polaków i 1 Białorusina. Katolicyzm wyznawało 387 jej mieszkańców, prawosławie – 3.

## Zabytki
- Kościół Wniebowzięcia NMP i św. Jana Nepomucena, rok budowy 1849–50

## Kościół Parafialny
Nie jest pewne kiedy powstał pierwszy kościół. Najstarsze informacje dotyczą kościoła ufundowanego przez Annę Eysymontową (z domu Wnuczko-Łobaczewska) i jej syna – Jakuba w 1650 r., chociaż można spotkać się też z informacją, że najstarszy kościół modrzewiowy stanął tu ok. 1425 roku.
W krypcie kościoła ejsmontowskiego zostali pochowani:
- 1768 – Michał Józef Eysymontt – chorąży grodzieński[14].
- 1770 – Anna z Zaniewskich Eysymonttowa (1694–1770)[15] – mierniczyna Wielkiego Księstwa Litewskiego
- 1822 – Szymon Zawistowski (1738-1822), sędzia grodzieński, ojciec Józefy Eysymonttowej, wojskiej grodzieńskiej[16]

W skład parafii w roku 1744 wchodziły następujące miejscowości: Eysymonty, Piaski, Nowydwór, Nowosiółki, Kobielniki, Żukiewicze (wieś i okolica szlachecka), Olekszyce, Rymuciowce, Kojeniowce, Kraśnik, Ogrodniki, Misiewicze, Kniaziewicze, Jarmolicze, Jodkowce, Wojtowszczyzna, Jurowce, Wicicze, Staniewicze, Łaniewicze, Zaniewicze, Maciejowce, Glindzicze, Siemierenki, Odźwierne, Siezienioewicze, Radziewicz, Kulowszczyzna, Gudziewicze, Mitkiewicze, Dublany, Kowale, Kuliki, Burniewo, Wołotynie i Trzeciaki.
W 1793 roku za dekretem biskupa wileńskiego Ignacego Massalskiego parafia została podzielona. Okolice Zaniewicze, Łaniewicze i Staniewicze weszły w skład nowo utworzonej parafii Świsłockiej, po jej likwidacji w 1832 roku, powróciły do parafii. W 1867 w skład parafii weszły też miejscowości należące do zlikwidowanej parafii w Brzostowicy Wielkiej.

## Proboszczowie
Proboszczowie kościoła parafialnego w Wielkich Eysymontach:
- Jerzy Karaś, pleban kwasowski (1661–do 31 sierpnia 1663)[19][20]
- Kazimierz Jan Woysznarowicz (1663–1677)[21]
- Paweł Dzierżek Bielski – podproboszcz w 1669[22]
- Jan Łukasz Długoborski, podproboszcz w 1669[22]
- Paweł Siechnowicz – do 1722 (zmarł)
- Antoni Józef Kalecki – 1722–1728
- Łukasz Długoborski – w 1728
- Michał Kasper Orzechowski – 1732–1735
- Jan Szyszka – przypuszczalnie 1736–1739
- Andrzej Józef Eysymontt – 1739 – po 1749
- Jerzy Józef Eysymontt – ok. 1759–1789
- Antoni Eysymontt – 1790-1806
- Michał Siezieniewski – 1812 – 9 kwietnia 1851[23]
- Dominik Malejewski – 1851–1865
- Stefan Rogowski 1865-1866
- Benedykt Nakutowski 1866-1867
- Ignacy Pongański 1866-1876
- Justyn Cybulski 1876-po 1897
- Dominik Jarosz – na pewno w 1903 r.
- Konstanty Kretowicz – 1912–1924
- Edmund Pietkiewicz – 1926–1952

## Związani z Wielkiemi Ejsymontami
- Kazimierz Jelski – polski architekt i rzeźbiarz.
- Aniela z Biergielów Staniewska (1896-1982) – odznaczona medalem Sprawiedliwy wśród Narodów Świata.

## Uczestnicy powstania styczniowego
Uczestnicy powstania styczniowego w 1863 roku z Parafii Wielkie Ejsymonty
- Józef Michał Antuszewicz (ur. 1 października 1841 w Mitkiewiczach), syn Adama i Marianny z Siemaszków.
- Adam Daszkiewicz (ur. 22 grudnia 1834 w Wielkich Jodkiewiczach), syn Antoniego i Ludwiki z Korozów.
- Aleksander Eysymontt (ur. 5 stycznia 1842 w Karasiowszczyźnie), syn Waleriana i Franciszki z Kozierowskich.
- Józef Eysymontt (ur. 29 kwietnia 1833 w Wielkich Ejsymontach), syn Eliasza i Katarzyny z Chlistowskich.
- Konstanty Ludwik Eysymontt (ur. 25 sierpnia 1834 w Karasiowszczyźnie), syn Waleriana i Franciszki z Kozierowskich.
- Wincenty Jodkowski (ur. 21 września 1816 w Jurowcach), syn Piotra i Katarzyny z Cydzików.
- Jan Adam Szmurło (ur. 5 stycznia 1842 w Burniewie), syn Feliksa i Anny z Roszczewskich.